# Broglio (Lavizzara)
Broglio è una frazione di 92 abitanti del comune svizzero di Lavizzara, nel Canton Ticino (distretto di Vallemaggia).

## Storia

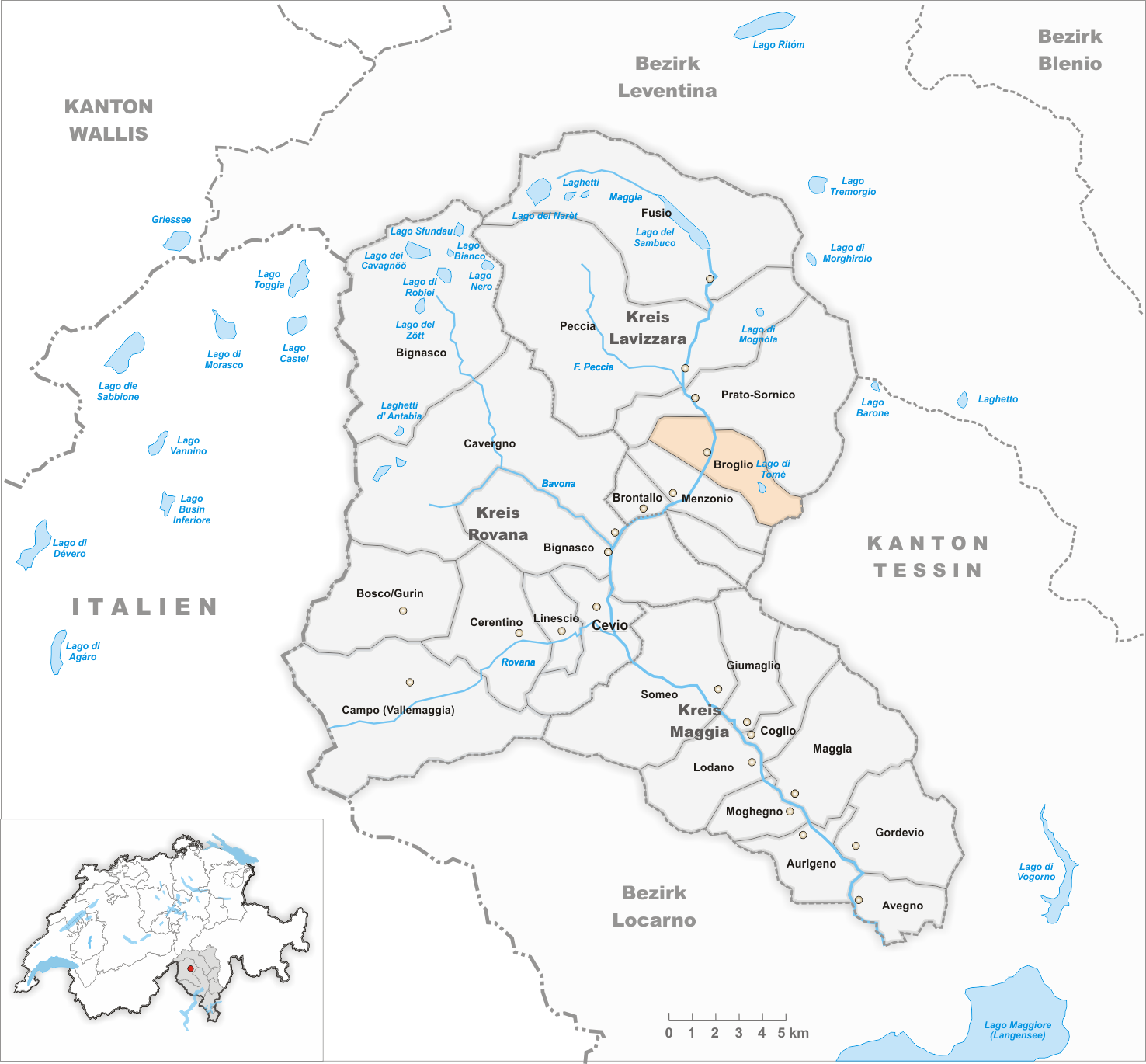
Il territorio del comune di Broglio prima degli accorpamenti comunali del 2004

Già comune autonomo che si estendeva per 12,94 km², il 4 aprile 2004 è stato accorpato agli altri comuni soppressi di Brontallo, Fusio, Menzonio, Peccia e Prato-Sornico per formare il comune di Lavizzara.

## Monumenti e luoghi d'interesse

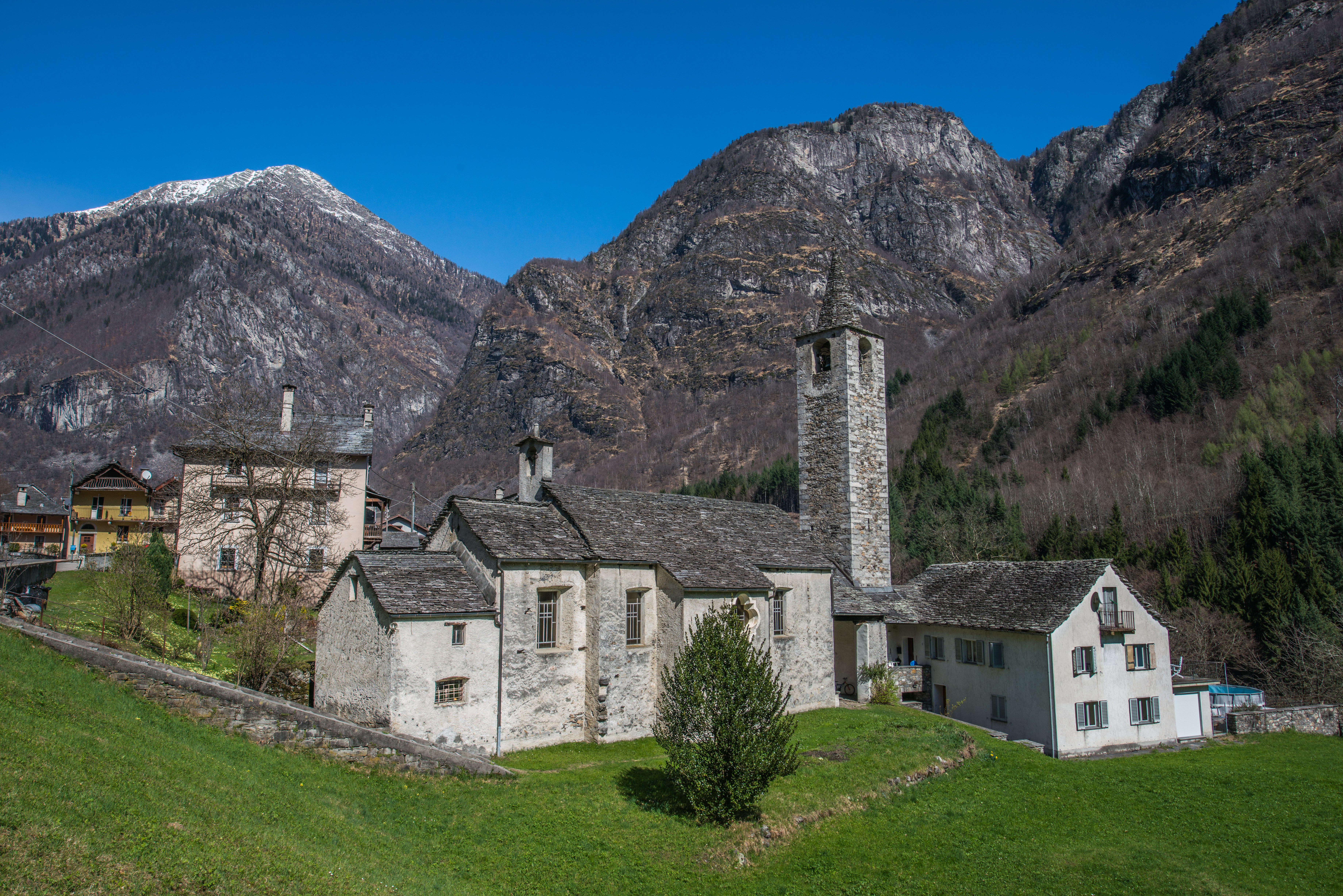
La chiesa parrocchiale di Santa Maria Lauretana

- Chiesa parrocchiale di Santa Maria Lauretana, consacrata nel 1487[2];
- Oratorio della Madonna della Neve in località Rima[3], eretto nel 1599[senza fonte];
- Ossario, eretto nel XVII secolo[1] (1684[senza fonte]);
- Casa Pometta, già Corregione d'Orello, eretta nel XVII secolo[1][2].

## Società

### Evoluzione demografica
L'evoluzione demografica è riportata nella seguente tabella:
Abitanti censiti

## Amministrazione
Ogni famiglia originaria del luogo fa parte del cosiddetto comune patriziale e ha la responsabilità della manutenzione di ogni bene ricadente all'interno dei confini della frazione. Il territorio patriziale comprende il rifugio Tomeo con il vicino laghetto alpino di Tomeo.